# Rob Woodhouse
Rob Woodhouse (n. 23 iunie 1966, Melbourne, Victoria, Australia) este un înotător ce a reprezentat Australia, medaliat olimpic. A participat la 2 ediții ale Jocurilor Olimpice (1984, 1988) în care a câștigat două medalii de bronz.